# St. Louis WCT 1973
Il St. Louis WCT 1973  è stato un torneo di tennis giocato sul sintetico indoor. È stata la 4ª edizione del St. Louis WCT, che fa parte del World Championship Tennis 1973. Si è giocato a St. Louis negli Stati Uniti, dal 26 marzo al 1º aprile 1973.

## Campioni

### Singolare
Stan Smith ha battuto in finale  Rod Laver con il punteggio di 6–4, 3–6, 6–4

### Doppio
Ove Nils Bengtson /  Jim McManus hanno battuto in finale  Terry Addison /  Colin Dibley con il punteggio di 6–2, 7–5